# イタリア人の一覧
イタリア人の一覧（イタリアじんのいちらん）では、西ローマ帝国滅亡後の、現在のイタリア出身の有名人についての人物伝記事を姓の50音順に配列する。
かつて存在していた古代ローマ出身の人物においてはCategory:古代ローマ人、ならびにローマ皇帝一覧・共和政ローマ執政官一覧・帝政ローマ初期執政官一覧を参照のこと。

## あ行
- アメデオ・アヴォガドロ - 物理学者、化学者
- ジョルジョ・アガンベン - 哲学者
- トマス・アクィナス - 哲学者、神学者
- アントーニオ・アッレーグリ - 画家コレッジョ
- アルバート・アナスタシア - マフィア、マーダー・インクを率いた
- ジョヴァンニ・アニェッリ - 実業家、フィアット社オーナー
- ニコロ・アマティ - ヴァイオリン製作者
- ダンテ・アリギエーリ - 詩人、哲学者
- ファビオ・アル - 自転車ロードレース選手
- アーシア・アルジェント - 女優
- ダリオ・アルジェント - 映画監督
- レオン・バッティスタ・アルベルティ - 人文主義者、建築理論家、建築家
- ミケーレ・アルボレート - 元F1ドライバー
- ジョルジョ・アルマーニ - ファッションデザイナー
- アレッシオ・アレグリーニ - ホルン奏者
- アレッサンドロ・アンドレイ - 陸上競技選手
- フィリッポ・インザーギ - サッカー選手
- ジョルジョ・ヴァザーリ - 画家、建築家
- ジャンニ・ヴァッティモ - 美学者、哲学者
- ジョゼフ・ヴァラキ - マフィア、血の掟を破ったことで有名
- アントニオ・ヴィヴァルディ - 作曲家
- ルキノ・ヴィスコンティ - 映画監督
- アメリゴ・ヴェスプッチ - 冒険家
- ティツィアーノ・ヴェチェッリオ - 画家
- ジャンニ・ヴェルサーチ - ファッションデザイナー
- ジュゼッペ・ヴェルディ - 作曲家
- アンドレア・デル・ヴェロッキオ - 彫刻家、画家、建築家
- パオロ・ヴェロネーゼ - 画家
- ウンベルト・エーコ - 作家
- ジョン・エルカーン - 実業家
- ラポ・エルカーン - 実業家
- ニェッキ・ソルディ・オルガンティノ - カトリック司祭、戦国時代末期の日本で宣教活動を行った歴史的な宣教師の一人

## か行
- カミッロ・カヴール - 政治家、「イタリア統一の三傑」の1人
- マリオ・カステルヌオーヴォ＝テデスコ - 作曲家。ユダヤ系
- アルフレード・カタラーニ - 作曲家
- ジョヴァンニ・カッシーニ - 天文学者
- セヴェリーノ・ガッゼローニ - フルート奏者
- ジュリオ・カッチーニ - 作曲家
- フランチェスカ・カッチーニ - 作曲家
- ジェンナーロ・ガットゥーゾ - サッカー選手
- ロリス・カピロッシ - モーターサイクルレーサー
- ジョヴァンニ・ガブリエリ - 作曲家
- イヴァン・カペリ - F1ドライバー
- ヴァレンチノ・ガラヴァーニ - ファッションデザイナー
- カラヴァッジョ - 画家
- ジュゼッペ・ガリバルディ - 軍人、「イタリア統一の三傑」の1人
- ガリレオ・ガリレイ - 科学者
- ルイージ・ガルヴァーニ - 医学者、物理学者
- ロベルト・カルヴィ - 銀行家
- イタロ・カルヴィーノ - 作家
- ジェロラモ・カルダーノ - 数学者、賭博師
- バルダッサーレ・ガルッピ - 作曲家
- クラウディア・カルディナーレ - 女優
- ヴィットーレ・カルパッチョ - 画家
- ファビオ・カンナヴァーロ  - サッカー選手
- サンドロ・キア - 画家
- フランチェスコ・キッキ - 自転車ロードレース選手
- ナンニ・ギャリ - F1ドライバー
- イグナツィオ・ギュンティ - F1ドライバー
- ドメニコ・ギルランダイオ - 画家
- グァルネリ(ヴァイオリン製作者一族)
- エンツォ・クッキ - 画家
- アントニオ・グラムシ - 政治家
- カルロ・クリヴェッリ - 画家
- フランチェスコ・クレメンテ - 画家
- アルド・クレメンティ - 作曲家
- ムツィオ・クレメンティ - 作曲家、ピアニスト
- フランク・コステロ - マフィア、通称「暗黒街の首相」
- ファウスト・コッピ - 自転車ロードレース選手
- ティート・ゴッビ - バリトン歌手
- カミッロ・ゴルジ - 内科医、科学者
- コレッジョ - 画家
- アルカンジェロ・コレッリ - 作曲家
- フランコ・コレッリ - テノール歌手
- フランコ・コロンボ - ボディビルダー、俳優

## さ行
- ジョバンニ・ジローラモ・サッケーリ - 数学者
- アレッサンドロ・ザナルディ - F1ドライバー、ハンドサイクル選手
- ジロラモ・サヴォナローラ - ドミニコ会修道士
- アントニオ・サリエリ - 作曲家
- エミリオ・サルガーリ - 小説家
- ラファエロ・サンティ - 画家
- ダンテ・ジアコーサ - 自動車エンジニア（設計、開発）
- ジョルジェット・ジウジアーロ - 自動車デザイナー（スタイリング、パッケージング）
- カルロ・ジェズアルド - 作曲家
- ヴィト・ジェノヴェーゼ - マフィア、映画「ゴッドファーザー」のドン・コルレオーネのモデル
- ジュゼッペ・シノーポリ - 指揮者
- アントニオ・ジャコメッティ - 作曲家
- サルヴァトーレ・シャッリーノ - 作曲家
- ジャンフランコ・ジャンニーニ - 俳優、映画監督
- アレックス・シュバーツァー - 陸上競技選手
- カルロ・マリア・ジュリーニ - 指揮者
- ジョルジョーネ - 画家。ジョルジョ・ダ・カステルフランコ
- エレオノーラ・アンナ・ジョルジ - 陸上競技選手
- ウンベルト・ジョルダーノ - 作曲家
- パンツェッタ・ジローラモ - タレント
- オスカル・ルイージ・スカルファロ - 政治家、第9代大統領
- アレッサンドロ・スカルラッティ - 作曲家
- ドメニコ・スカルラッティ - 作曲家
- ヴァレリア・ストラーネオ - 陸上競技選手
- ヴィットリオ・ストラーロ - 撮影技師（カメラマン）、撮影監督
- アントニオ・ストラディバリ - 弦楽器製作者
- アレッサンドロ・ストラデッラ - 作曲家
- マルコ・ストロッパ - 作曲家
- セレン - 女優

## た行
- レオナルド・ダ・ヴィンチ - 芸術家
- ジェンティーレ・ダ・ファブリアーノ - 画家
- ジュゼッペ・タルティーニ - 作曲家
- ルイージ・ダルラピッコラ - 作曲家
- ジュセッペ・ダレマ - 政治家
- マッシモ・ダレマ - 政治家
- ガブリエーレ・ダンヌンツィオ - 詩人
- チマブーエ - 画家
- ドメニコ・チマローザ - 作曲家
- カルロ・アツェリオ・チャンピ - 政治家
- ジリオラ・チンクェッティ - 歌手
- ミハイル・ツヴェット - 植物学者
- アンドレア・デ・アダミッチ - F1ドライバー
- エドモンド・デ・アミーチス - 作家
- エリオ・デ・アンジェリス - F1ドライバー
- ジョヴァンニ・バッティスタ・ティエポロ - 画家
- ティントレット - 画家
- アンドレア・デ・チェザリス - F1ドライバー
- ランフランコ・デットーリ - 騎手
- エンリコ・デ・ニコラ - 政治家
- ミルコ・デムーロ - 騎手
- アンドレア・デル・サルト - 画家
- アレッサンドロ・デル・ピエロ - サッカー選手
- マリオ・デル＝モナコ - テノール歌手
- エマヌエラ・デル＝レ（英語版） - 政治家。社会学者でもある
- ヤルノ・トゥルーリ - F1ドライバー
- アルトゥーロ・トスカニーニ - 指揮者
- フランチェスコ・トッティ - サッカー選手
- ドナテッロ - 彫刻家
- ガエターノ・ドニゼッティ - 作曲家
- トンマーゾ・トラエッタ - 作曲家
- エヴァンジェリスタ・トリチェリ - 物理学者
- ジュゼッペ・トレッリ - 作曲家

## な行
- アレッサンドロ・ナニーニ - F1ドライバー、実業家
- ジャンナ・ナンニーニ - 歌手
- ヴィンチェンツォ・ニバリ - 自転車ロードレース選手
- アントニオ・ネグリ - 政治家
- アレッサンドロ・ネスタ - サッカー選手
- ルイージ・ノーノ - 作曲家

## は行
- ジョヴァンニ・パイジエッロ - 作曲家
- ルチアーノ・パヴァロッティ - テノール歌手
- ラウラ・パウジーニ - ポピュラー歌手
- ニコロ・パガニーニ - ヴァイオリニスト、作曲家
- ピエル・パオロ・パゾリーニ - 映画監督
- ルカ・パチョーリ - 数学者、複式簿記の発明者
- ロベルト・バッジョ - サッカー選手
- アンドレーア・パッラーディオ - 建築家
- ダリオ・バルジュー - 騎手
- マウロ・バルディ - F1ドライバー
- レンゾ・ピアノ - 建築家
- ニコロ・ピッチンニ - 作曲家
- アンドレア・ピルロ - サッカー選手
- アルフレッド・ビンダ - 自転車ロードレース選手
- アミントレ・ファンファーニ - 政治家
- ジャンカルロ・フィジケラ - F1ドライバー
- エンツォ・フェラーリ - 自動車メーカー創設者
- フェデリコ・フェリーニ - 映画監督
- サルヴァトーレ・フェラガモ - 靴メーカー創設者
- エンリコ・フェルミ - 物理学者
- ジャンフランコ・フェレ - ファッションデザイナー
- ミケランジェロ・ブオナローティ - 彫刻家、画家、建築家、詩人
- カルロ・フォルリヴェジ - 作曲家
- シルヴァーノ・ブッソッティ - 作曲家、ピアニスト、映画監督、俳優
- ジャコモ・プッチーニ - 作曲家
- ジャンルイジ・ブッフォン - サッカー選手
- ラッセル・ブファリーノ - アメリカのギャング（マフィア）
- ダリオ・フランチェスキーニ - 政治家
- ジョルダーノ・ブルーノ - 哲学者、司祭、天文学者
- パオロ・ブルガリ - 宝飾ブランド。ギリシア系
- マルツィオ・ブルセギン -自転車ロードレース選手
- フィリッポ・ブルネレスキ - 金細工師、彫刻家、建築家
- ミレッラ・フレーニ - ソプラノ歌手
- ロマーノ・プローディ - 政治家
- ヤコポ・ペーリ - 作曲家
- アレッサンドロ・ペタッキ - 自転車ロードレース選手
- ヴィンチェンツォ・ベリーニ - 作曲家
- ジェンティーレ・ベリーニ - 画家
- ジョヴァンニ・ベリーニ - 画家
- ヤーコポ・ベリーニ - 画家
- フランチェスコ・ペトラルカ - 詩人
- ルチャーノ・ベリオ - 作曲家
- ベリッシモ・フランチェスコ - 実業家、料理研究家、タレント
- ジョヴァンニ・バッティスタ・ペルゴレージ - 作曲家
- モニカ・ベルッチ - 女優
- ベルナルド・ベルトルッチ - 映画監督
- ジョヴァンニ・フランチェスコ・ベルナルドーネ - 聖フランチェスコ
- ベルニーニ - 彫刻家
- シルヴィオ・ベルルスコーニ - 首相、実業家
- マルコ・ポーロ - 探検家
- マリアカルラ・ボスコーノ - ファッションモデル
- アンドレア・ボチェッリ - テノール歌手
- アンドレア・ボラーニョ - 経営者
- ファブリッツィオ・ボッソ - トランペット奏者
- モアナ・ポッツィ - 女優
- サンドロ・ボッティチェッリ - 画家
- ロベルト・ボッレ - バレエダンサー
- オッタビオ・ボテッキア - 自転車ロードレース選手
- マウリツィオ・ポリーニ - ピアニスト
- レナータ・ボルガッティ - ピアニスト
- チェーザレ・ボルジア - 軍人、政治家
- アレッサンドロ・ボルタ - 物理学者
- パオロ・ポルポラ - 画家
- アミルカレ・ポンキエッリ - 作曲家
- ジョット・ディ・ボンドーネ - 画家、彫刻家、建築家

## ま行
- アレッサンドロ・マエストリ - プロ野球選手
- ニッコロ・マキャヴェッリ - 政治思想家
- マザッチョ - 画家
- ピエトロ・マスカーニ - 作曲家
- マルチェロ・マストロヤンニ - 俳優
- ジョー・マッセリア - マフィア
- ロッキー・マッチョーリ  - ボクサー
- ジュゼッペ・マッツィーニ - 革命家、「イタリア統一の三傑」の1人
- エンリコ・マッテイ - 実業家、政治家
- マルコ・マテラッツィ - サッカー選手
- ブルーノ・マデルナ - 作曲家
- パオロ・マフェイ - 天文学者
- サルヴァトーレ・マランツァーノ - マフィア、五大ファミリー制度の創設者
- グリエルモ・マルコーニ - 科学者、発明家
- アレッサンドロ・マルチェッロ - 数学者、哲学者、作曲家
- ベネデット・マルチェッロ - 作曲家
- ピエルルイジ・マルティニ - F1ドライバー
- マウロ・マルティニ - レーシングドライバー
- パオロ・マルディーニ - サッカー選手
- シルヴァーナ・マンガーノ - 女優
- アンドレア・マンテーニャ - 画家
- ミルバ - 歌手。女優としても活動しており、世界中で演劇の舞台に出演した
- アレッサンドラ・ムッソリーニ - 女優、政治家
- ベニート・ムッソリーニ - 政治家
- フェルナンド・メンケリーニ - 作曲家
- アルド・モーロ - 政治家、元首相
- アメデオ・モディリアーニ - 画家
- フランコ・モディリアーニ - 経済学者
- アルベルト・モラヴィア - 小説家。ユダヤ系
- エンニオ・モリコーネ - 作曲家、オーケスオレーター、指揮者
- クラウディオ・モンテヴェルディ - 作曲家、歌手
- ルカ・コルデーロ・ディ・モンテゼーモロ - 実業家、フィアット社会長
- マリア・モンテッソーリ - 教育家
- マルコ・モンテリーゾ - 騎手
- マルコ・メランドリ - オートバイレーサー
- フェルナンド・メンケリーニ - 作曲家

## や行
- ニコロ・ヨンメッリ - 作曲家

## ら行
- ディノ・デ・ラウレンティス - 映画プロデューサー
- ジョゼフ＝ルイ・ラグランジュ - 数学者
- ヴィタントニオ・リウッツィ - F1ドライバー
- エリザ・リガウド - 陸上競技選手
- チャールズ・ルチアーノ - 通称「ラッキー・ルチアーノ」。マフィア
- プリーモ・レーヴィ - 作家。ユダヤ系
- セルジオ・レオーネ - 映画監督
- ルッジェーロ・レオンカヴァッロ - 作曲家
- ジョヴァンニ・レグレンツィ - 作曲家
- オットリーノ・レスピーギ - 作曲家
- ケビン・レブローニ - ボディビルダー
- ロベルト・ロッセリーニ - 映画監督
- ニーノ・ロータ - 作曲家
- ジャンニ・ロダーリ - 作家
- ソフィア・ローレン - 女優
- サラモーネ・ロッシ - ヴァイオリニスト、作曲家。ユダヤ系
- バレンティーノ・ロッシ - モーターサイクルレーサー
- ジョアキーノ・ロッシーニ - 作曲家
- アントニオ・ロッティ - 作曲家
- ファウスト・ロミテッリ - 作曲家
- チェーザレ・ロンブローゾ - 医学者

## イタリアで生まれた人物
- ギヨーム・アポリネール - フランスで活躍したポーランド人の詩人
- ルイジ・ケルビーニ - イタリア出身のフランスの作曲家
- クリストファー・コロンブス - 探検家・航海者。イタリア名クリストフォロ・コロンボ
- ロザンナ・ザンボン - イタリア出身のデュエット歌手。日本のデュオ「ヒデとロザンナ」のメンバー
- レノ・ベルトイア - アメリカのプロ野球選手。阪神タイガースに在籍した
- フローレンス・ナイチンゲール - イギリスの看護婦、統計学者、看護教育学者
- フィリッポ・ブオナローティ - イタリア出身の革命家。主にフランスで活動
- ジュール・マザラン - イタリア出身のフランスの政治家。イタリア名ジュリオ・マッツァリーノ
- ジャン＝バティスト・リュリ - イタリア出身のフランスの作曲家。イタリア名ジョヴァンニ・バッティスタ・ルッリ
- 梨本伊都子 - 日本の元皇族